# Изкуствен отбор
Изкуственият отбор (още изкуствена селекция) представлява целенасочено развъждане на животни и растения от човека за получаване на индивиди с определени белези или комбинация от белези. Терминът е дефиниран за пръв път от Чарлз Дарвин, за разграничаване от естествения отбор. При естествения отбор характерното размножаване на организми с определени белези се обяснява с предимствата за подобряване на оцеляването и/или репродуктивната способност (приспособимост) в естественото местообитание на организма. Изкуствената селекция, която води до нежелан от човешка гледна точка резултат, се нарича понякога отрицателна селекция. Трябва да се прави разлика между отрицателната селекция, упражнявана от човека, и отрицателния естествен отбор. Изкуственият отбор може да бъде и неволен, например през ранните периоди от човешката история, когато са били опитомени първите домашни животни.

## Разлики между естествения и изкуствения отбор
Не съществува принципна разлика между генетичните процеси, които лежат в основата на изкуствения и естествения отбор. С терминът „изкуствен отбор“ се подчертава още по-всеобхватното значение на естествения отбор. Думата изкуствен служи за да подчертае значителното влияние, което човешките предпочитания могат да окажат върху еволюцията на определена популация или вид. На практика, множество еволюционни биолози считат опитомяването за вид естествен отбор, при който адаптивните промени, които настъпват в индивидите, са следствие от упражнявания от хората контрол.